# 上杉香緒里
上杉香緒里（うえすぎ かおり，1975年10月20日—），本名井木あゆみ，是日本的演歌歌手，出生於新潟縣。

## 略歷
新潟縣燕市（舊・西蒲原郡吉田町）出生，新潟縣立西川竹園高等學校畢業。唱片公司帝蓄娛樂所屬。1995年6月21日，以單曲『風群（かぜ）』從BMG JAPAN（現・Ariola Japan）出道。舞臺上平穩的歌唱和充滿魅力的笑容是熱心的支持者趕來應援的動力。BMG JAPAN的演歌部門取消以後，以1999年發行的酒鬼（のんべえ）跳槽到帝蓄娛樂。從2000年4月到2003年3月，在文化放送的廣播節目『跑！歌謠曲』（走れ!歌謡曲）里，與鹿島博美（舊・渡邊博美）、水田龍子三人組成的單元『牛仔褲女孩』（Gパン娘）一躍而成人氣組合。現在和帝蓄同年出生的永井美雪、山口博美的組合『彩虹兔子組』（レインボーうさぎ組）也結成活動中。
與2004年雅典奧運會女子柔道金牌獲得者谷亮子、2006年都靈奧運會女子花樣滑冰金牌得主荒川靜香非常相似的長相也成為人們的議論話題。特別是2006年2月15日新曲『女人酒』（おんな酒）發佈時，以奧林匹克運動會日本代表的競技服而不是和服的身姿登場，引起愛好者和媒體的關注。『女人酒』大獲成功的賣出20萬張以上。
2002年10月24日播出的『笑一笑又何妨!』（富士電視）「誰是真正的歌手」里面，4～5个自稱歌手的人（在那個場合不唱歌），以他們的服裝和應對從一個角落里找出真正的歌手。沒有一個回答者能從他們當中找到上杉。
2009年6月28日，以嘉賓的身份出演了新潟縣當地的『NHK的自賣自誇』（NHKのど自慢），那個時候出場的西川竹園高中時代的同班同學（唱著鬼束千尋的『流星群』）成為冠軍，一剎那間陷入忘我的狀態。

## 作品（單曲）
1. 風群（作詞：里村龍一、作曲：櫻田誠一、編曲：馬飼野俊一）1995年6月21日<BMG JAPAN發行>
2. 北棧橋（北桟橋／作詞：里村龍一、作曲：弦哲也、編曲：馬飼野俊一）1996年2月21日
3. 北海峡（北の海峡／作詞：里村龍一、作曲：弦哲也、編曲：前田俊明）1997年1月22日
4. 三百六十五日（作詞：里村龍一、作曲：弦哲也、編曲：前田俊明）1998年2月21日
5. 酒鬼（のんべえ／作詞：千家和也、作曲：叶弦大、編曲：前田俊明）1999年9月22日<帝蓄娛樂發行>
6. 寒牡丹（作詞：木下龍太郎、作曲：岡千秋、編曲：南鄉達也）2000年6月21日
7. 紅水仙（作詞：木下龍太郎、作曲：岡千秋、編曲：南鄉達也）2001年6月21日
8. 您的笑容（あなたの笑顔／作詞：池田充男、作曲：水森英夫、編曲：南鄉達也）2002年4月24日
9. 紫色海峽（むらさき海峡／作詞：池田充男、作曲：水森英夫、編曲：佐伯亮）2003年1月22日
10. 越過海峽（海峡こえて／作詞：池田充男、作曲：水森英夫、編曲：佐伯亮）2004年1月21日
11. 平舘哀歌（作詞：松井由利夫、作曲：水森英夫、編曲：蔦将包）2005年1月26日
12. 女人酒（おんな酒／作詞：城岡檸衣、作曲：德久廣司、編曲：佐伯亮）2006年2月15日
13. 碼頭歌（波止場うた／作詞：城岡檸衣、作曲：德久廣司、編曲：佐伯亮）2007年2月14日
14. おけさ海峡（作詞：下地亞記子、作曲：岡千秋、編曲：伊戶のりお）2008年2月27日
15. 流星（流れ星／作詞：池田充男、作曲：德久廣司、編曲：南鄉達也）2009年2月25日
16. 燧灘（作詞：坂口照幸、作曲：德久廣司、編曲：前田俊明 ）2010年1月20日
17. 女人傘（おんな傘／作詞：城岡檸衣、作曲：影山時則、編曲：前田俊明 ）2010年10月20日

## 關聯項目
- 牛仔褲女孩（日文）
- 彩虹兔子組（日文）

## 外部連結
- 上杉香緒里官方網站 （页面存档备份，存于）（日文）
- こぶしdeねっと／上杉香緒里 （页面存档备份，存于）（日文）